# Garstang
Garstang – miasto w Wielkiej Brytanii, w Anglii, w regionie North West England, w hrabstwie Lancashire, w dystrykcie Wyre. W 2001 roku miasto liczyło 6293 mieszkańców.